# Vladimír Venglár
Vladimír Venglár (20. února 1923 – 5. července 1977) byl slovenský fotbalista, obránce, reprezentant Československa. V československé reprezentaci odehrál v letech 1948–1951 osm utkání, šestkrát startoval i v reprezentačním B mužstvu. Hrál za ŠK Bratislava (Slovan) (1935–1952, 1956) a ČH Bratislava (1953–1955). Se Slovanem získal tři tituly mistra republiky (1949, 1950, 1951) a nastřílel za něj 5 ligových branek.